# Live Bites
Live Bites è un album live della band Hard rock/Heavy metal tedesca Scorpions, pubblicato nel 1995 dalla casa discografica PolyGram e co-prodotto con Bruce Fairbairn.

## Il disco
Primo live album ufficiale degli anni '90, pubblicato 10 anni dopo il monumentale World Wide Live, Live Bites è stato registrato durante il tour che anticipò e seguì l'uscita di Face the Heat nel 1993. I brani Rhythm of Love e Living for Tomorrow sono stati registrati al concerto tenutosi a Leningrado nel 1992, quando in formazione militava Francis Buchholz al basso (la versione di Living for Tomorrow è proprio quella inserita anche nella raccolta Still Loving You). Gli altri brani provengono da registrazioni effettuate durante i concerti tenutosi a San Francisco, Città del Messico, Berlino e Monaco di Baviera.
L'album contiene due nuovi brani: Heroes don't Cry e White Dove (già pubblicato come singolo l'anno precedente e i cui ricavi erano stati destinati a favore dell'Unicef). Durante il concerto di Città del Messico sono inoltre stati eseguiti il brano folkloristico Ave Maria no Morro (come vuole la tradizione degli Scorpions che inserisce nella scaletta dei concerti almeno un brano locale fin dai tempi dei live giapponesi) e lo strumentale Concerto in V. Questo è l'ultimo album ufficiale degli Scorpions dove compare il batterista Herman Rarebell.

## Tracce
1. Tease Me Please Me - 4:46
2. Is There Anybody There? - 4:08
3. Rhythm of Love - 3:41
4. In Trance - 4:01
5. No Pain No Gain - 4:02
6. When the Smoke Is Going Down - 2:37
7. Ave Maria no Morro - 3:15
8. Living for Tomorrow - 6:56
9. Concerto in V - 3:00
10. Alien Nation - 5:28
11. Hit Between the Eyes - 4:08
12. Crazy World - 5:29
13. Wind of Change - 5:45
14. Heroes Don't Cry (studio track) - 4:29
15. White Dove (studio track) - 4:18

- nella versione nordamericana dell'album non ci sono i brani Ave Maria no Morro e Hit Between the Eyes sostituiti dal brano inedito Edge of Time che in Europa verrà invece inserito nella prima versione della raccolta Deadly Sting pubblicata anch'essa nel 1995.

## Formazione
- Klaus Meine - voce
- Rudolf Schenker - chitarra
- Matthias Jabs - chitarra
- Ralph Rieckermann - basso
- Francis Buchholz - basso in Rhythm of Love e Living for Tomorrow
- Herman Rarebell - percussioni

## Classifiche

### Album
| Anno | Classifica | Posizione massima |
| ---- | ---------- | ----------------- |
| 1995 | Germania   | 66                |

### Singoli
| Anno | Titolo     | Classifica | Posizione massima |
| ---- | ---------- | ---------- | ----------------- |
| 1996 | White Dove | Germania   | 18                |
| 1996 | White Dove | Svizzera   | 20                |